# Reprezentacja Etiopii na Mistrzostwach Świata w Narciarstwie Klasycznym 2007
Reprezentacja Etiopii na Mistrzostwach Świata w Narciarstwie Klasycznym 2007 liczyła 1 sportowca. Najlepszym wynikiem było 74. miejsce Robela Zemichaela Teklemariama w sprincie mężczyzn.

## Wyniki

### Biegi narciarskie mężczyzn
Sprint
- Robel Zemichael Teklemariam - 74. miejsce

Bieg na 15 km
- Robel Zemichael Teklemariam - 105. miejsce